# Eblisia sauteri
Eblisia sauteri är en skalbaggsart som först beskrevs av Heinrich Bickhardt 1912.  Eblisia sauteri ingår i släktet Eblisia och familjen stumpbaggar. Inga underarter finns listade i Catalogue of Life.